# Cathédrale Saint-Ninian de Perth
Cette  cathédrale n’est pas la seule cathédrale Saint-Ninian.
La cathédrale Saint-Ninian de Perth est une cathédrale de l'Église épiscopalienne écossaise située dans la ville de Perth. Elle est le siège du diocèse de Saint Andrews, de Dunkeld et de Dunblane.
La cathédrale est construite sur le site d'un ancien monastère dominicain, et est la première à être construite après la Réforme écossaise. Elle est consacrée en 1850. Ses plans sont conçus par l'architecte William Butterfield.